# Ramón González (football, 1898)
Pour les articles homonymes, voir Ramón González.
Ramón González Figueroa est un footballeur espagnol né le 16 février 1898 à La Corogne et mort le 4 novembre 1977.
Il évoluait au poste d'avant-centre.

## En club
Né en Galice, Ramón commence sa carrière footballistique au sein du Deportivo Fabril (en) en 1914, année même de la création du club. À Fabril, son instinct de buteur se distingue rapidement, lui valant un transfert au Real Club Coruña en 1917. Après une saison, il rejoint le Real Vigo Sporting en 1918, où il joue un rôle central dans les titres consécutifs du Sporting au Championnat de Galice en 1918-19 et 1919-20, ainsi qu'un autre en 1922-23.
Il reste au sein du club jusqu'en 1923, année où le Sporting fusionne avec le Real Fortuna Football Club (en) pour former le Celta de Vigo. Le dernier derby entre le Sporting et le Fortuna a lieu le 11 mars 1923, et le Sporting remporte la victoire 1-0 grâce à un but de Ramón, scellant ainsi une victoire historique et décrochant le championnat de Galice 1922-1923. Le match de présentation du Celta se déroule le 14 septembre 1923, mais ni Ramón ni José Chiarroni (en) n'y sont présents. Curieusement, tous deux, accompagnés de Luis Otero, insatisfaits de la discipline du nouveau club, quittent le Celta avant le début du Championnat de Galice 1923-24 pour rejoindre le Deportivo La Corogne.
Le Celta entame un procès contre le Deportivo pour corruption, accusant également les joueurs de professionnalisme, une pratique alors interdite dans le football espagnol. Cela déclenche une bataille juridique qui alimente une rivalité durable entre les équipes de Vigo et de La Corogne. Les protestations du Celta conduisent la Fédération galicienne à suspendre les trois joueurs "en fuite" pour une saison, et le Deportivo se voit interdire de les sélectionner dans le Championnat galicien.
Cependant, le Deportivo fait appel à la Fédération royale espagnole de football, qui statue en faveur du club, annulant la sanction contre lui et arguant qu'il n'y a pas eu de corruption. Elle exhorte la Fédération galicienne à réadmettre le Deportivo au championnat, bien que la sanction sur les trois joueurs soit maintenue pour double enregistrement. La Fédération galicienne accepte à la majorité le verdict de la Fédération espagnole.
À la fin de sa suspension, il peut enfin faire ses débuts avec le Deportivo en 1924, et dès avril de la même année, il est nommé capitaine du club. L'une de ses premières performances majeures a lieu en juin, lorsqu'il marque sept buts en deux matchs contre le Dundee FC d'Écosse.
En 1927, il manque plusieurs mois après avoir reçu un coup sévère lors d'un match face à Pontevedra, ce qui l'empêche de jouer et le laisse inconscient pendant presque une journée. Bien que son rendement soit légèrement inférieur après son retour, il continue à jouer avec les Bleu et Blanc, participant à un seul match en Liga et à deux saisons en Segunda División après la création du système de la ligue espagnole de football en 1928.
Il dispute son dernier match en 1931 contre le Racing Club de Ferrol dans l'ancien Campo de Riazor.

## En sélection
Il fait partie de l'équipe espagnole médaillée d'argent aux Jeux olympiques de 1920 mais ne fait aucune apparition durant le tournoi.
Comme beaucoup d'autres joueurs du Real Vigo Sporting de l'époque, Ramón González joue plusieurs matchs en tant que membre de l'équipe de Galice de football. Il est l'un des onze footballeurs qui participent au tout premier match de l'équipe le 19 novembre 1922. Il inscrit le dernier but du match de quarts de finale de la Coupe Prince des Asturies (en) 1922-1923 contre Castille/Madrid 4-1.
Il est l'un des artisans principaux de l'équipe en demi-finale, marquant deux buts dans une victoire 4-1 contre un XI d'Andalousie. Sept jours avant la finale, le 18 février 1923, Ramón montre qu'il est en grande forme de but en réussissant un triplé lors d'une victoire amicale 7-1 contre un XI de Ferrol/La Corogne ; cependant, il se blesse également, l'empêchant de jouer la finale. Sans lui, la Galice perd 1–3 contre les Asturies. Avec trois buts dans la Coupe Prince des Asturies, il figure parmi les meilleurs buteurs de l'histoire de la compétition.
| Non. | Date             | Lieu                             | Adversaire             | Score | Résultat | Concours                                                                |
| ---- | ---------------- | -------------------------------- | ---------------------- | ----- | -------- | ----------------------------------------------------------------------- |
| 1    | 19 novembre 1922 | Coia, Vigo, Espagne              | Castille/Madrid        | 4 –1  | 4-1      | 1922-1923, quart de finale de la Coupe Prince des Asturies              |
| 2    | 14 janvier 1923  | Reina Victoria, Séville, Espagne | Andalousie             | 3 –1  | 4 –1     | Rediffusion de la demi-finale de la Coupe Prince des Asturies 1922-1923 |
| 3    | 14 janvier 1923  | Reina Victoria, Séville, Espagne | Andalousie             | 4-1   | 4 –1     | Rediffusion de la demi-finale de la Coupe Prince des Asturies 1922-1923 |
| 4    | 21 janvier 1923  | Coia, Vigo, Espagne              | Royal Navy XI          |       | 8–2      | Amical                                                                  |
| 5    | 18 février 1923  | Coia, Vigo, Espagne              | Ferrol / La Corogne XI | 1-0   | 7-1      | Amical                                                                  |
| 6    | 18 février 1923  | Coia, Vigo, Espagne              | Ferrol / La Corogne XI |       | 7-1      | Amical                                                                  |
| 7    | 18 février 1923  | Coia, Vigo, Espagne              | Ferrol / La Corogne XI |       | 7-1      | Amical                                                                  |

## Palmarès

### En club
Real Vigo Sporting
- Championnat de Galice :
  - Champion : 1918-19, 1919-20, 1922-23

### En sélection
Espagne
- Jeux olympiques :
  -  Argent : 1920.